# Jandol (stato)
Lo Stato di Jandol (noto anche come Jandool o Jandul) fu uno stato principesco del subcontinente indiano, avente per capitale la città di Barwa.

## Storia
Lo stato fu un khanato musulmano concepito come stato di frontiera nell'area della Provincia della frontiera nordoccidentale, istituito nel 1830, all'epoca del colonialismo inglese nell'area. Lo stato divenne da subito un protettorato britannico. La sua capitale era il villaggio noto come Barwa.

## Governanti
I regnanti locali avevano il titolo di khan
- 1830-1879   Mohammad Aman Khan
- 1879–1881   Mohammad Zaman Khan  (m. 1881), figlio del precedente
- 1881–1903   (Mohammad) `Um(a)ra Khan  (n. c.1860 – m. 1903), successore ed assassino del precedente; principale responsabile della Spedizione di Chitral del 1895
- 1933 - 1960 Nawabzada Shahabuddin Khan